# Pierfrancesco de Llorenç de Mèdici
Pierfrancesco de Llorenç de Mèdici (en italià: Pierfrancesco di Lorenzo de' Medici), també anomenat Pierfrancesco el Vell, (Florència, República de Florència 1430 - ? 1476) fou un banquer florentí de la família Mèdici.

## Orígens familiars
Va néixer a la ciutat de Florència sent el segon fill de Llorenç de Mèdici el Vell i Ginevra Cavalcanti. Fou net per línia paterna de Giovanni de Bicci de Mèdici i Riccarda Bueri, nebot de Cosme de Mèdici el Vell i cosí de Pere I de Mèdici.

## Vida
Orfe l'any 1440, fou educat pel seu oncle i el 1458 fou nomenat ambaixador de la República de Florència davant el papat i el 1463 davant el Ducat de Màntua. A la mort de Cosme el Vell inicialment fou partidari de Pere I de Mèdici, però posteriorment es rebel·là i realitzà un cop d'estat fallit juntament amb Lucca Pitti. Posteriorment fou absolt i perdonat per Pere I, esdevenint responsable del banc familiar.

## Núpcies i descendents
Es casà el 1456 amb Laudomia Acciajuoli, amb la qual tingué dos fills:
- Llorenç de Pierfrancesco de Mèdici (1463-1503)
- Giovanni de Mèdici (1467-1498), casat amb Caterina Sforza i pares de Giovanni dalle Bande Nere

Morí el 19 de juliol de 1476, sent els seus fills adoptats per Llorenç el Magnífic.